# Holtedahl Hill
Holtedahl Hill är en kulle i Antarktis. Den ligger i Sydshetlandsöarna. Argentina, Chile och Storbritannien gör anspråk på området. Toppen på Holtedahl Hill är 150 meter över havet.
Terrängen runt Holtedahl Hill är huvudsakligen kuperad, men åt nordost är den platt. Havet är nära Holtedahl Hill åt sydost. Trakten är glest befolkad. Närmaste befolkade plats är Gabriel de Castilla Spanish Antarctic Station, 7,8 kilometer väster om Holtedahl Hill. 